# Comac (jongerenbeweging)
Comac is de studentenbeweging van de Belgische marxistische Partij van de Arbeid (PVDA). Ze telt elf afdelingen en is actief aan universiteiten en hogescholen. Comac voert activisme, onderneemt acties en projecten, en neemt deel aan progressieve bewegingen als vrouwenrechtenbetogingen en klimaatmarsen. Comac is autonoom, maar hoort regelmatig ook PVDA-activiteiten bij; PVDA-lidmaatschap is niet vereist om zich bij Comac aan te sluiten.

## Geschiedenis
Deze strakke jeugdorganisatie is in 2002 ontstaan na een fusie van de AMADA-mantelorganisatie Mouvement marxiste leniniste (MML) of Marxistisch-Leninistische Beweging (MLB), die actief was aan universiteiten, en Rebelle of Rode Jeugd, die actief was in secundaire scholen. 'Comac' staat als afkorting voor Communistes Actifs (Actieve Communisten), later herwoord naar Change, Optimisme, Marxisme, Activisme, Creativiteit. Comac richtte zich na de fusie op zowel studenten als jongere scholieren, tot in april 2016 RedFox ontstond als scholierenbeweging van de PVDA, die deze laatste functie overnam.
In 2018 werd Max Vancauwenberge tot nationaal voorzitter gekozen als opvolger van Charlie Le Paige. In 2022 werd Vancauwenberge opgevolgd door Sander Claessens.
In oktober 2022 heeft Comac elf afdelingen: VUB, ULB, Erasme, Leuven, Gent, Antwerpen, Luik, Bergen, Namen, Charleroi en Louvain-la-Neuve.

## Acties en activiteiten

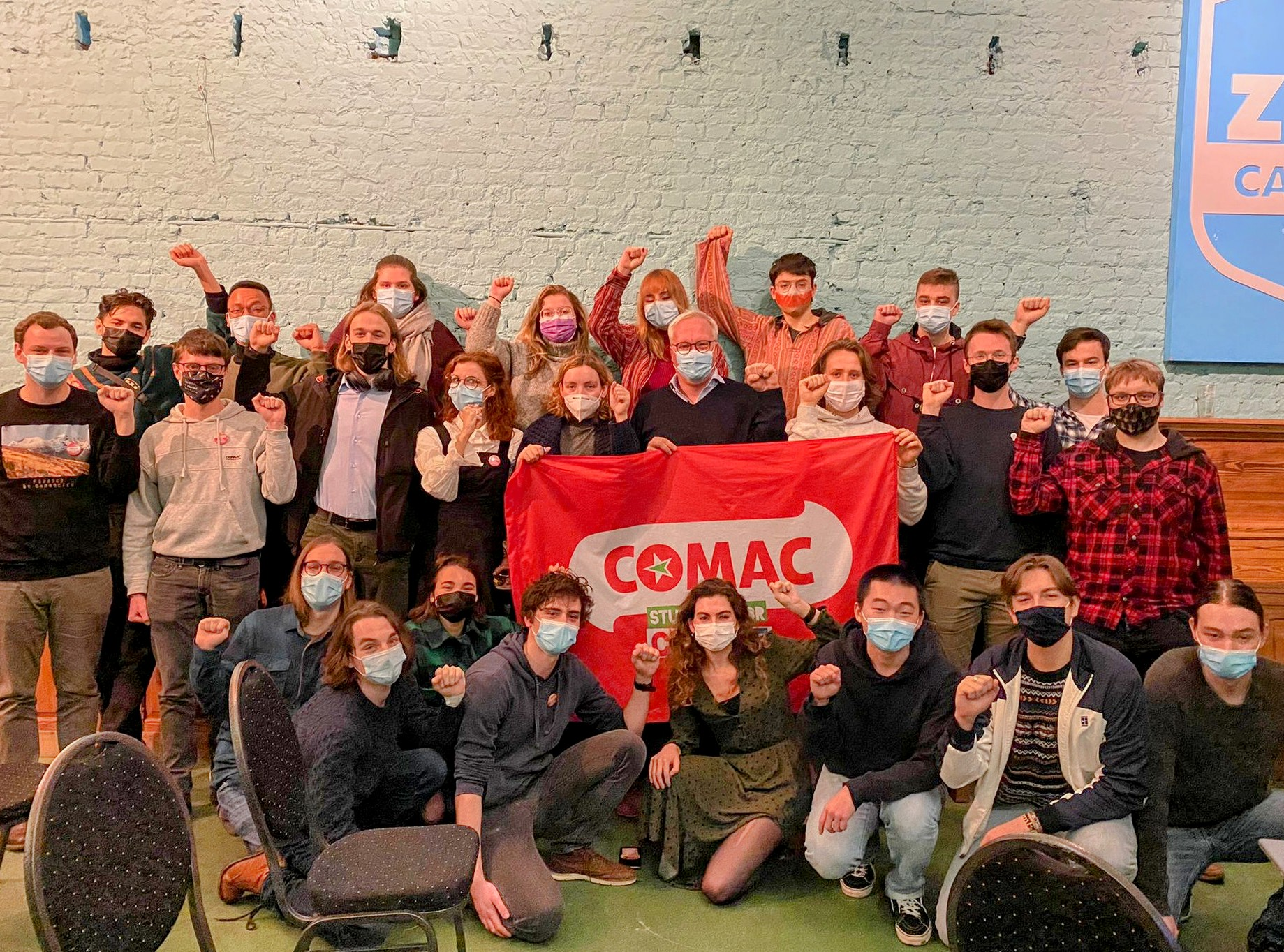
Comac-leden tijdens een meeting in Leuven met Peter Mertens (midden) in 2021

Comac is een activistische beweging die zich inzet rond verschillende thema's, zoals tegen armoede en ongelijkheid, meer bepaald voor toegankelijk hoger onderwijs en dat de studenten niet moeten opdraaien voor de economische crisis, tegen klimaatverandering, tegen seksisme en racisme, voor vrede en voor lgbtq+ rechten.

### Klimaatactivisme
In oktober 2021 blokkeerden Comac-leden de ingang van het VBO, die onder andere multinationals vertegenwoordigen. Actievoerders riepen op tot bindende normen die grootschalige uitstoot van de ondernemingen tegengaan. Comac pleitte verder voor meer collectieve klimaataanpak en publieke investeringen in energie en openbaar vervoer om deze CO2-neutraal te maken.
De studentenorganisatie ging in november 2021 met een groep van 200 studenten naar Glasgow om te manifesteren op de COP26-klimaatconferentie. Ze gingen van 3 tot 11 november om te betogen tegen de grootschalige klimaatvervuiling van multinationals, en daarmee hun rol in de klimaatopwarming, maar ook de historische verantwoordelijkheid van het westen. Ze vestigden de aandacht op het feit dat er 503 olielobbyisten aanwezig waren die ambitieuze maatregelen tegenhielden.

### Pacifisme
Comac beklemtoont een anti-oorlogvisie door onder andere vredesprotesten: in februari 2022 riep de organisatie Vrede.be op tot protest in Brussel tegen de Belgische begroting van het defensiebudget. De regering sloot een akkoord waarin 12,2 miljard euro zou worden vrijgemaakt om onder meer F-35's, fregatten en drones aan te kopen, alsook meer legerpersoneel en digitale bescherming. Comac-leden manifesteerden mee tegen deze geplande uitgave.

### Studentenactivisme
Vroeg in 2022, tijdens de examenperiode van het eerste semester en de voorafgaande blokperiode, konden door covid-quarantines studenten van verschillende universiteiten hun examens niet afleggen. Sommigen kregen inhaalproeven, maar deze overlapten met bestaande examendagen, wat leidde tot meerdere toetsen op een dag. Andere inhaalmomenten werden uitgesteld en konden pas in de zomer worden bijgewoond. Als reactie lanceerde Comac een petitie die gegarandeerde inhaalexamens eiste na de examenperiode voor hen die door isolement examens misten. Aan het eind van de examenperiode hadden 2,000 mensen getekend.

### Feminisme
In februari 2022 getuigden enkele studenten van de UGent, VUB en KU Leuven van seksueel grensoverschrijdend gedrag door professoren. In het Koninklijk Conservatorium Antwerpen werd ook een assistent-professor ontslaan naar aanleiding van een zulk geval. Comac voegde zich mee in de beweging tegen onaanvaardbaar gedrag aan hogescholen en universiteiten en eist een nultolerantie. Op 15 februari vonden in meerdere steden studentenprotesten plaats, waar ook Comac aan deelnam.

### Steunacties
Comac-leden stelden zich als vrijwilligers op voor solidariteitsacties, vaak in samenwerking met de PVDA, RedFox, of andere organisaties en niet-leden.
Uit initiatief van de PVDA werden zogenaamde SolidariTeams opgericht om slachtoffers van de 2021-overstromingen in Vlaanderen en Wallonië te helpen. Vrijwilligers kunnen zich opgeven om op getroffen plaatsen onder meer voedsel te voorzien, herstel- en renovatiewerken te verrichten, en brokstukken op te ruimen. Sinds 2022 namen meer dan 1500 mensen deel, waaronder zowel van Comac als RedFox.

### Collectieve blok
Ieder semester organiseert Comac een collectieve blok, waarbij alle afdelingen in groepen van 50 à 100 naar afgelegen huisjes gaan om zich te concentreren op hun studies. In het eerste semester gebeurt dat van 26 tot 31 december, in het tweede semester is dat tijdens de tweede week van de paasvakantie. Zo krijgen honderden studenten, waaronder ook veel niet-leden, de kans om zoals de slogan het zegt "samen te studeren om samen te slagen".

### Banden met communistische regimes
Comac organiseert bezoeken van vertegenwoordigers van het Cubaanse regime aan Belgische Universiteiten Verder wonen Comac-leden het Wereldfestival voor jeugd en studenten bij, een organisatie opgezet in 1947 door Jozef Stalin.

### Socioculturele activiteiten
Binnen de organisatie worden filmvertoningen, workshops, lezingen, cultuurevenementen en feestelijke activiteiten georganiseerd, naast enkele jaarlijks terugkerende activiteiten. 

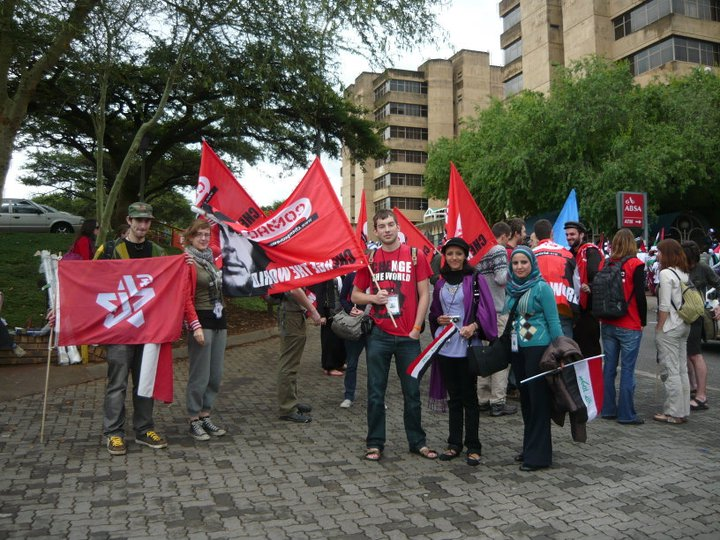
Comac en de Nederlandse Communistische Jongerenbeweging, Zuid-Afrika, 2010

Ook houdt Comac in het begin van iedere zomervakantie een kamp met de leden, de Week van de Solidariteit.
Verder vindt er een jaarlijks vormingsweekend plaats, de Karl Marx School, waar leden en geïnteresseerden cursussen, workshops en discussies kunnen volgen over de actualiteit, het marxisme en andere politieke onderwerpen.
Comac manifesteert internationaal en ondernam al meerdere "solidariteitsreizen" naar Palestina om de plaatselijke situatie te bestuderen en kennis te maken met lokale mensen en organisaties.

## Kritiek
In de zomer van 2023 trokken leden van COMAC naar Cuba, waarbij het land werd beschreven als "een democratische maatschappij zonder armoede". Dit terwijl het land pas op de 139ste plaats staat van de democratie-index en als "autoritair" wordt bestempeld.